# Henriëttewaard
De Henriëttewaard is een wijk van 285 ha in de gemeente 's-Hertogenbosch, in de Nederlandse provincie Noord-Brabant. De wijk, met 135 inwoners, ligt in het noorden van de gemeente, ten oosten van het Diezekanaal en ten westen van de spoorlijn Utrecht - Boxtel.
De wijk is geen echte woonwijk, maar bestaat uit een polderlandschap. In het noorden van het gebied staat het voormalige Fort Crèvecoeur, wat in gebruik is als een militair oefenterrein is. Dit fort is in 1590 gebouwd en had tijdens het Beleg van 's-Hertogenbosch in 1629 een belangrijke functie. Het fort beheerste de scheepvaart over de Dieze, waardoor de stad 's-Hertogenbosch vanaf het water niet bereikbaar was. Dit fort had in zijn ontwerp van 1701 door Menno van Coehoorn aan de zuidwestzijde een bastion Henriëtte dat vernoemd was naar de laatste nog levende tante van Willem III van Oranje, Henriëtte Catharina van Nassau.
In het oosten van het gebied liggen de twee gehuchten Dieskant en Meerwijk.